# 시오자키촌 (나가노현)
시오자키촌(塩崎村)은 나가노현 사라시나군에 있던 촌이다. 현재의 나가노시 시노노이에 해당한다.
본 항에서는 현재 나가노시 시노노이 지소 시오자키 지구에 대해서도 설명한다.
지역 내 인구 및 세대수는 2,120세대 5,239명(2023년 3월 1일 현재)

## 역사
- 1889년 4월 1일 - 정촌제 시행에 의해 시오자키촌이 단독으로 자치체를 형성하였다.
- 1959년 5월 1일 - 시노노이정과 합병해 시노노이시가 성립하여, 동일 시오자키촌은 폐지되었다.

## 교통

### 철도
- 일본국유철도
  - 시노노이선

## 참고문헌
- 角川日本地名大辞典 20 長野県